# Paraloricaria agastor
Paraloricaria agastor es una especie de peces de la familia Loricariidae en el orden de los Siluriformes.

## Morfología
• Los machos pueden llegar alcanzar los 10,8 cm de longitud total.

## Hábitat
Es un pez de agua dulce y de clima tropical.

## Distribución geográfica
Se encuentran en Sudamérica: cuencas de los ríos Paraguay, Paraná y Uruguay.